# ثنائيات الذنب
ثنائيات الذنب أو ثنائيات الذيل أو ذوات الذنب الشعرى المزدوج أو ديبلورا (الاسم العلمي: Diplura) هي رتبة من الحيوانات تتبع طائفة داخليات الفك.

## التصنيف
- نبوتيات الذنب
  - القمابيد
    - القمبوداوات
- منفرقات الذنب
  - الجيابق
    - الجيبقية
      - الجيبقاوات

## الرتيبات
رتيبات هذه الرتبة:
- كود سباركل
- تحديث القائمة

رتيبة:منفرقات الذنب 
اسم علمي: Dicellurata

رتيبة:نبوتيات الذنب 
اسم علمي: Rhabdura